# Mitutanka

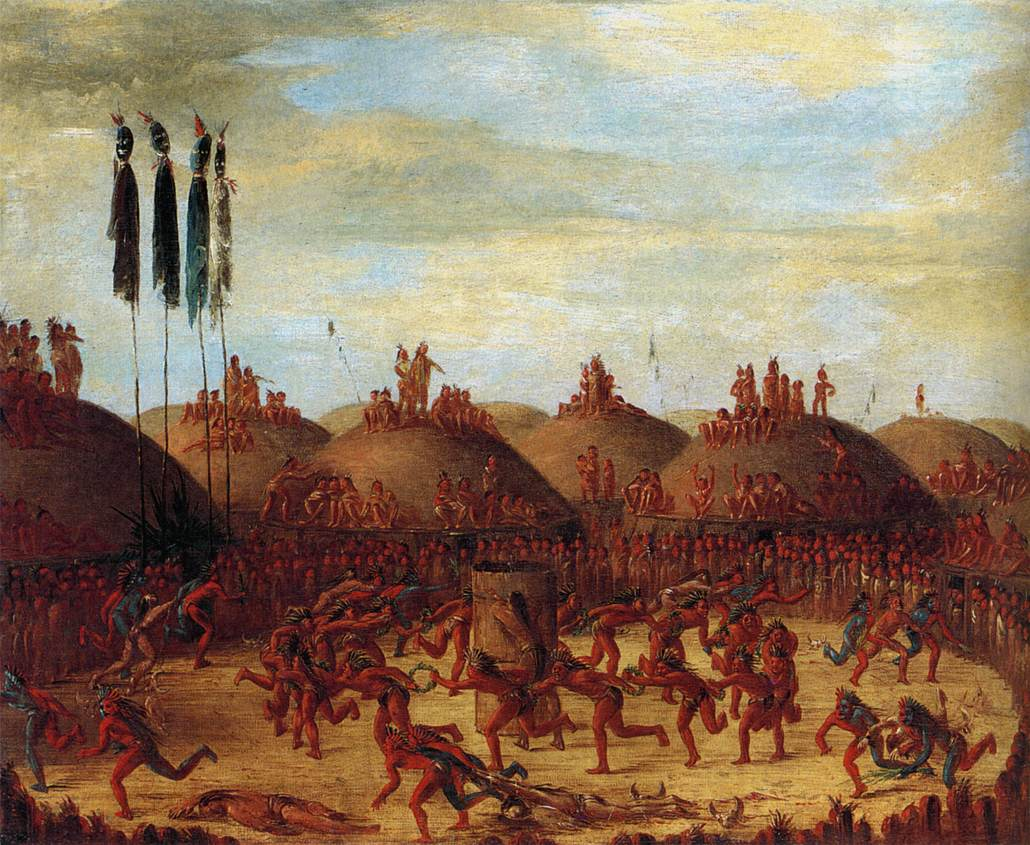
The Last Race, Mandan O-kee-pa Ceremony von George Catlin (1832). Das Gemälde zeigt ein Ritual auf dem Dorfplatz von Mitutanka. In solchen Erdhütten wie im Gemälde lebten die Mandan von Mitutanka und Ruptare. Als George Catlin 1832 fast einen ganzen Monat bei den Mandan von Mitutanka und Ruptare verweilte, waren Chef de Loup und Mató-Tópe die Häuptlinge.

Mitutanka (oft auch Matootonah oder Mih-Tutta-Hang-Kus(c)h, „Südliches Dorf“ oder „Erstes Dorf“) war das untere Dorf der Mandan zur Zeit der Lewis-und-Clark-Expedition. Als Lewis und Clark die Mandan besuchten, war Shehék Shót – White Coyote (oft auch als Sheheke angegeben) der Häuptling von Mitutanka.
Nach einer katastrophalen Pockenepidemie (1775–1782) zogen die Nuitadi-Mandan von Good Boy nach Norden und errichteten später (um 1822) Mitutanka an der Mündung des Knife River in den Missouri River. Mitutanka stand am Westufer, während das Dorf Ruptare am Ostufer des Missouri stand.
1832 besuchte George Catlin Mitutanka, später Ruptare. Er blieb fast einen Monat lang dort, wobei er Zeremonien wie dem Okipa beiwohnte und Szenen aus dem Dorfleben und Häuptlinge auf Leinwand verewigte.
1833 kamen Prinz Maximilian zu Wied und Karl Bodmer nach „Mih-Tutta-Hang-Kusch“. Wie George Catlin ein Jahr zuvor, so wollten auch sie das Leben und die Kultur der Mandan studieren.

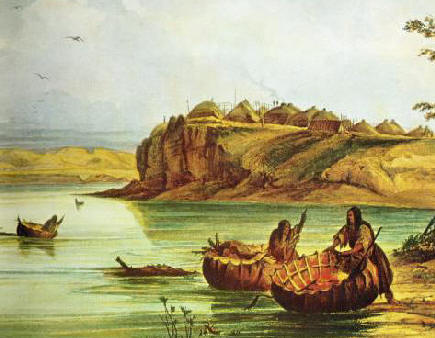
Mandan-Bullboats, 1833 von Karl Bodmer gemalt. Im Hintergrund sieht man Mitutanka, das Hauptdorf der Mandan.

Eine Pockenepidemie im Jahre 1837 raffte beinahe den ganzen Stamm der Mandan hin. 1839 wurde Mitutanka von Yanktonai-Sioux völlig zerstört.